# لانتشو

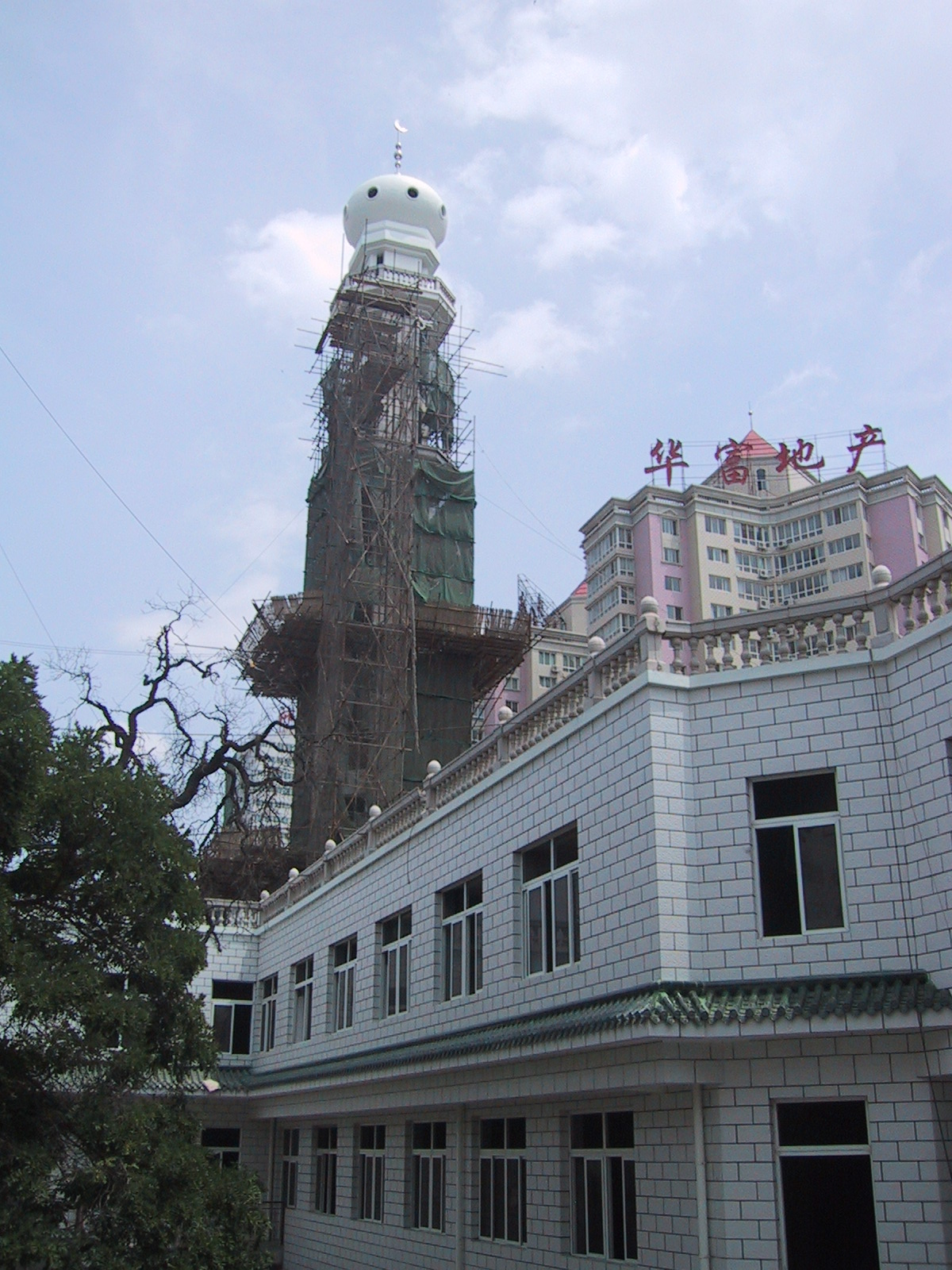
أحد مساجد لانتشو

لانتشو (بالإنجليزية: Lánzhōu)(بالصينية: 兰州) (الإنجليزية البريطانية: /lænˈdʒoʊ/، الإنجليزية الأمريكية: /lɒn-/ . simplified Chinese . الكتابة بالحروف اللاتينية: Lan-chou  / Lan Chow)، هي عاصمة إقليم قانسو وأكبر مدينة به وبشمال غرب الصين، ولكونها مدينة على مستوى إقليم، فإنها تُعتبر مركز نقل إقليمي رئيسي، بما يتيح للمناطق الغربية الحفاظ على الاتصال عبر شبكات السكك الحديدية بالنصف الشرقي من البلاد.
وتُعد لانتشو موطنًا لـ 3616163 نسمة وفقًا للتعداد السكاني لعام 2010 و2177130 نسمة في المساحة المبنية (الحضر) التي تبلغ 1,088 كيلومتر مربع (420 ميل مربع).
تقع لانتشو على ضفاف النهر الأصفر، وهي مركز نقل إقليمي رئيسي، وتربط المناطق الغربية بالسكك الحديدية بالنصف الشرقي من البلاد. تاريخيًا، كان رابطًا رئيسيًا على طريق الحرير الشمالي ويتوقع أن يصبح مركزًا رئيسيًا على الجسر البري الجديد لأوراسيا. تعد المدينة أيضًا مركزًا للصناعات الثقيلة والصناعات البتروكيماوية.
تعد لانتشو واحدة من أفضل 100 مدينة رئيسية في العالم من خلال نتائج البحث العلمي وفقًا لمؤشر نيتشر. تستضيف المدينة العديد من المؤسسات البحثية، بما في ذلك جامعة لانتشو وجامعة لانتشو للتكنولوجيا وجامعة نورث وست نورمال وجامعة لانتشو جياوتونغ. والجدير بالذكر أن جامعة لانتشو هي واحدة من الجامعات المرموقة في الصين كعضو في مشروع 985 .
اعتبارًا من 31 ديسمبر 2019، كانت لانتشو موطنًا لـ 3,790,900 نسمة، منهم 3072,100 في المنطقة الحضرية. في تعداد 2020، تجاوز عدد سكان لانتشو 4 ملايين نسمة لأول مرة، ويبلغ إجمالي عدد سكانها 4359446 نسمة.

## تاريخ

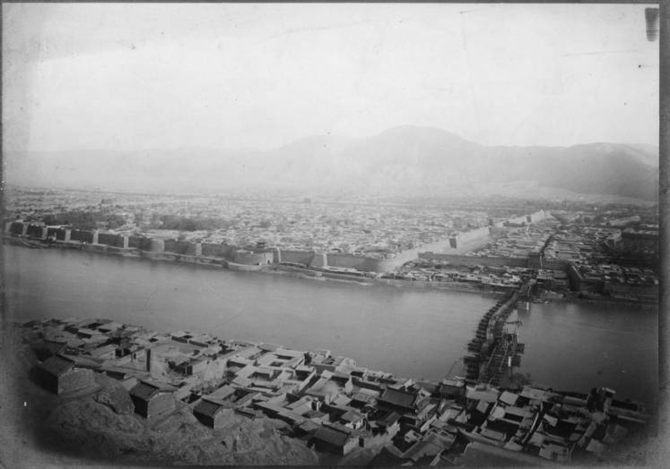
لانتشو وجسر تشونغشان قيد الإنشاء عام 1909 اتخذها روبرت ستيرلنج كلارك

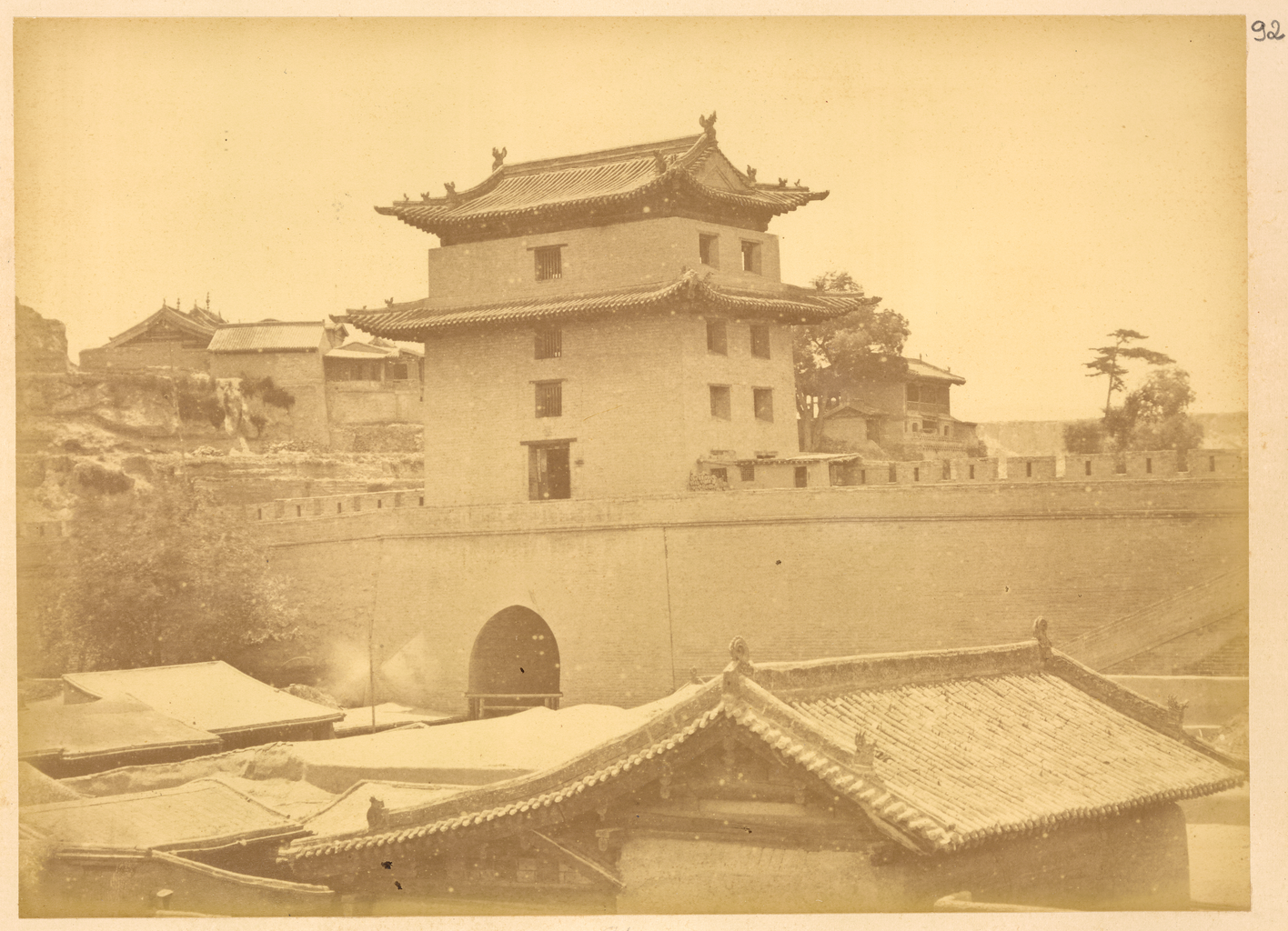
البوابة الغربية (西关؛) من سور المدينة القديمة عام 1875. وقد هُدم، على الرغم من أن حيه المزدحم لا يزال يحمل اسمه.

في الأصل في أراضي شعوب تشيانغ الغربية، أصبحت لانتشو جزءًا من أراضي دولة تشين في القرن السادس قبل الميلاد.
في عام 81 قبل الميلاد، في عهد أسرة هان (206 ق.م - 220 م)، تم أخذها من الهون هواندي تشانيو وجعلت مقر قيادة جينتشنغ (جين )، ولاحقًا في مقاطعة جينتشنغ (المدينة الذهبية) (شيان)، أعيدت تسميته لاحقًا إلى يونو. منذ الألفية الأولى قبل الميلاد على الأقل، كانت رابطًا رئيسيًا على طريق الحرير الشمالي القديم،  وأيضًا موقع عبور تاريخي مهم للنهر الأصفر. لحماية المدينة، تم تمديد سور الصين العظيم حتى يومن. لا تزال أجزاء من سور الصين العظيم موجودة داخل المنطقة المبنية.
بعد سقوط أسرة هان، أصبحت لانتشو عاصمة لسلسلة من الدول القبلية. في القرن الرابع كانت لفترة وجيزة عاصمة لدولة ليانغ المستقلة. أعادت سلالة واي الشمالية (386-534) تأسيس قيادة جينتشنغ، وأعادت تسمية مقاطعة جينتشنغ («مدينة الذهب»). اختلطت المنطقة الواقعة في مقاطعة قانسو الحالية، من القرن الخامس إلى القرن الحادي عشر، بموروثات ثقافية مختلفة، وأصبحت مركزًا للدراسة البوذية. في عهد أسرة سوي (581-618) أصبحت المدينة مقراً لمقاطعة لانتشو لأول مرة، واحتفظت بهذا الاسم في عهد أسرة تانغ (618-907). في عام 763، تم اجتياح المنطقة من قبل الإمبراطورية التبتية وفي 843 غزاها تانغ. سقطت لاحقًا في أيدي أسرة شيا الغربية (التي ازدهرت في تشينغهاي من القرن الحادي عشر إلى القرن الثالث عشر) واستوعبتها لاحقًا أسرة سونغ (960-1126) في عام 1081. أعيد تسمية لانتشو، وأعيدت تسمية المقاطعة لانزوان.
بعد 1127 سقطت في أيدي سلالة جين، وبعد 1235 أصبحت في حوزة الإمبراطورية المغولية.
في عهد أسرة مينج (1368–1644) تم تخفيض رتبة المحافظة إلى مقاطعة ووضعت تحت إدارة مقاطعة لينتاو العليا، ولكن في عام 1477 أعيد تأسيس لانتشو كوحدة سياسية.
اكتسبت المدينة اسمها الحالي في عام 1656، خلال عهد أسرة تشينغ. عندما أصبحت قانسو مقاطعة منفصلة في عام 1666، أصبحت لانتشو عاصمتها.
في عام 1739 تم نقل مقر لينتاو إلى لانتشو، والتي أصبحت فيما بعد محافظة عليا تسمى لانتشو.
تعرضت لانتشو لأضرار بالغة خلال ثورة دونجان في 1864-1875. في عشرينيات وثلاثينيات القرن الماضي، أصبحت مركزًا للنفوذ السوفيتي في شمال غرب الصين.

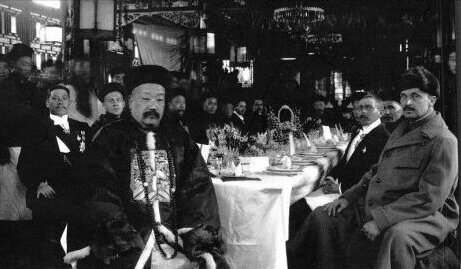
نائب الملك لشان جان والبارون كارل غوستاف إميل مانرهايم في لانتشو، 1908

### الحرب الصينية اليابانية الثانية - الحرب العالمية الثانية
خلال الحرب الصينية اليابانية الثانية (1937-1945)، أصبحت لانتشو، المرتبطة بشيان بالطرق السريعة في عام 1935، المحطة النهائية لـ 3,200 كيلومتر (2,000 ميل) الطريق السريع الصيني-السوفياتي، يستخدم كطريق للإمدادات السوفيتية الموجهة لمنطقة شيان. ظل هذا الطريق السريع هو الطريق الرئيسي لحركة المرور في شمال غرب الصين حتى اكتمال خط السكة الحديد من لانتشو إلى أورومكي، شينجيانغ.

### معركة لانتشو
كان مطار دونغ قانغ القديم في لانتشو، الواقع بالقرب من وسط المدينة، نقطة الدخول الأساسية للطائرات المقاتلة المقدمة إلى الصين بموجب ميثاق عدم العدوان الصيني السوفياتي، وإلى جانب أهداف أخرى حول لانتشو، بما في ذلك المراكز المدنية، تعرضت لقصف شديد من قبل الإمبراطورية. القوات الجوية للجيش الياباني والقوات الجوية البحرية. خاضت العديد من المعارك الجوية بين القوات الجوية الصينية والقوات الجوية الإمبراطورية اليابانية على لانتشو والمناطق المحيطة بها من عام 1937 إلى عام 1945، وخاصة من عام 1938 إلى عام 1941 عندما شكل تدفق مواد الحرب السوفيتية الدعم الأساسي في حرب المقاومة الصينية ضد الإمبراطورية. الغزو الياباني. تشمل حالات المعارك الجوية الرئيسية غارة (IJAAF) المكونة من 30 قاذفة BR.20 وميتسوبيشي كي 21 ضد أهداف مدنية في لانتشو في 20 فبراير 1939 ؛ 17th PS، قائد 5 PG النقيب. سين زيليو ‏ ونائبه القائد النقيب. ما جويليان (Ma Kwok-Lim)،  متطوع كندي صيني في سلاح الجو الصيني،  أسقط أول قاذفتين في المعركة، تلاه اثنان آخران أسقطوا بصفتهم النقيب. قاد سين هجوم آخر على التشكيل الثالث. سينضم إليهم طيارو مجموعة المتطوعين السوفيتية بقيادة نيكولاي جاريلوف والقوة الخامسة عشرة بقيادة لي ديبياو، والتي ستسقط جميعًا خمسة قاذفات أخرى من القاذفات اليابانية؛ لاحظ المقر الرئيسي لشبكة الإنذار المبكر من الغارات الجوية في شمال الصين في مدينة شيان 21 من قاذفات القنابل الأصلية الـ 30 التابعة لـ IJAAF عائدة من لانتشو.
بينما كانت القوات الإمبراطورية اليابانية تستعد للعملية Z ضد الولايات المتحدة وحلفاء آخرين في جنوب شرق آسيا والمحيط الهادئ بحلول منتصف عام 1941، كانت الخدمة الجوية البحرية الإمبراطورية اليابانية (IJANF) منشغلة في تدريب أطقم جوية جديدة في القتال الحي في جميع أنحاء الصين للحرب القادمة في المحيط الهادئ؛ في 22 مايو 1941، قام الملازم غاو يوكسين من الفرقة 21 PS، 4 PG بالخدمة الجوية البحرية الإمبراطورية اليابانية بشن غارة على لانتشو بطائرة مقاتلة من طراز I-16، بينما تجنب المواجهة ضد مقاتلات Zero، قام بإسقاط قاذفة ميتسوبيشي جي 3 إم شمال لانتشو. على الأرض، قام جنرالات حزب الكومينتانغ المسلم ما هونغكوي وما بوفانج بحماية لانتشو بقوات سلاح الفرسان، مما شكل مقاومة لم يستول عليها اليابانيون أبدًا لانتشو.
المدينة هي مقر أبرشية رومانية كاثوليكية  وكانت سابقًا مركزًا لنائبًا رسوليًا (نيابة رسولية من شمال كان سو).

## جغرافية
- المساحة: 13,300 كيلومتر مربع (5,100 ميل2).
- الارتفاع: 1,600 متر (5,200 قدم) فوق مستوى سطح البحر.
- المركز الجغرافي لشمال غرب الصين.
- أكثر من 20 كيلومتر مربع (7.7 ميل2) من التحضر على طول الضفاف الجنوبية للنهر الأصفر.
- حوض المنطقة.
- تقع الجبال على جانبي المدينة الجنوبي والشمالي:
  - جبال كيليان وجبل بينجليانج وجبل كونجتونج (الأكثر شهرة في الطاوية).
- نهر:
  - يتدفق النهر الأصفر من الغرب إلى الشرق.

تقع لانتشو على الروافد العليا للنهر الأصفر حيث تنبثق من الجبال وكانت مركزًا منذ العصور القديمة، حيث كانت في الطرف الجنوبي من الطريق المؤدي عبر ممر هيكسي عبر آسيا الوسطى. وهي تقود الطرق المؤدية إلى منطقة العاصمة القديمة تشانغآن (شيان الحديثة) في مقاطعة شنشي من الغرب والشمال الغربي، وكذلك منطقة بحيرة تشينغهاي عبر المياه العليا للنهر الأصفر وروافده.

### مناخ
تقع لانتشو في المنطقة المعتدلة وتتمتع بمناخ شبه جاف (كوبن بسك) مع صيف حار وشتاء بارد وجاف جدًا. في قلب المدن، وعلى أساس 1971 – 2000 الأوضاع الطبيعية، النطاقات على مدار 24 ساعة متوسط درجات الحرارة الشهرية من −5.3 °م (22.5 °ف) في يناير إلى 22.4 °م (72.3 °ف) في يوليو. متوسط درجة الحرارة السنوية 9.75 °م (49.5 °ف)، بينما يبلغ معدل هطول الأمطار 315 مليمتر (12.4 بوصة)، والتي تقع كلها تقريبًا من مايو إلى أكتوبر. يكون الشتاء جافًا جدًا لدرجة أن تساقط الثلوج يقتصر أحيانًا على الخريف والربيع. مع نسبة مئوية شهرية محتملة تتراوح من 50 في المئة في ديسمبر إلى 59 في المائة في فبراير، سطوع الشمس سخي ولكن ليس غزيرًا، حيث تتلقى المدينة 2424 ساعة من أشعة الشمس الساطعة سنويًا.
| البيانات المناخية لـلانتشو (مقاطعة جولان، الأعراف 1981-2010 ، أقصى الحدود 1951-2015) | البيانات المناخية لـلانتشو (مقاطعة جولان، الأعراف 1981-2010 ، أقصى الحدود 1951-2015) | البيانات المناخية لـلانتشو (مقاطعة جولان، الأعراف 1981-2010 ، أقصى الحدود 1951-2015) | البيانات المناخية لـلانتشو (مقاطعة جولان، الأعراف 1981-2010 ، أقصى الحدود 1951-2015) | البيانات المناخية لـلانتشو (مقاطعة جولان، الأعراف 1981-2010 ، أقصى الحدود 1951-2015) | البيانات المناخية لـلانتشو (مقاطعة جولان، الأعراف 1981-2010 ، أقصى الحدود 1951-2015) | البيانات المناخية لـلانتشو (مقاطعة جولان، الأعراف 1981-2010 ، أقصى الحدود 1951-2015) | البيانات المناخية لـلانتشو (مقاطعة جولان، الأعراف 1981-2010 ، أقصى الحدود 1951-2015) | البيانات المناخية لـلانتشو (مقاطعة جولان، الأعراف 1981-2010 ، أقصى الحدود 1951-2015) | البيانات المناخية لـلانتشو (مقاطعة جولان، الأعراف 1981-2010 ، أقصى الحدود 1951-2015) | البيانات المناخية لـلانتشو (مقاطعة جولان، الأعراف 1981-2010 ، أقصى الحدود 1951-2015) | البيانات المناخية لـلانتشو (مقاطعة جولان، الأعراف 1981-2010 ، أقصى الحدود 1951-2015) | البيانات المناخية لـلانتشو (مقاطعة جولان، الأعراف 1981-2010 ، أقصى الحدود 1951-2015) | البيانات المناخية لـلانتشو (مقاطعة جولان، الأعراف 1981-2010 ، أقصى الحدود 1951-2015) |
| الشهر | يناير                                                                                | فبراير                                                                               | مارس                                                                                 | أبريل                                                                                | مايو                                                                                 | يونيو                                                                                | يوليو                                                                                | أغسطس                                                                                | سبتمبر                                                                               | أكتوبر                                                                               | نوفمبر                                                                               | ديسمبر                                                                               | المعدل السنوي                                                                        |
| --- | ------------------------------------------------------------------------------------ | ------------------------------------------------------------------------------------ | ------------------------------------------------------------------------------------ | ------------------------------------------------------------------------------------ | ------------------------------------------------------------------------------------ | ------------------------------------------------------------------------------------ | ------------------------------------------------------------------------------------ | ------------------------------------------------------------------------------------ | ------------------------------------------------------------------------------------ | ------------------------------------------------------------------------------------ | ------------------------------------------------------------------------------------ | ------------------------------------------------------------------------------------ | ------------------------------------------------------------------------------------ |
| الدرجة القصوى °م (°ف) | 17.1 (62.8)                                                                          | 21.7 (71.1)                                                                          | 28.4 (83.1)                                                                          | 34.6 (94.3)                                                                          | 34.7 (94.5)                                                                          | 36.8 (98.2)                                                                          | 39.8 (103.6)                                                                         | 38.3 (100.9)                                                                         | 34.4 (93.9)                                                                          | 27.6 (81.7)                                                                          | 20.3 (68.5)                                                                          | 16.2 (61.2)                                                                          | 39.8 (103.6)                                                                         |
| متوسط درجة الحرارة الكبرى °م (°ف) | 0.8 (33.4)                                                                           | 5.4 (41.7)                                                                           | 11.3 (52.3)                                                                          | 18.3 (64.9)                                                                          | 22.9 (73.2)                                                                          | 26.1 (79.0)                                                                          | 28.3 (82.9)                                                                          | 27.2 (81.0)                                                                          | 22.2 (72.0)                                                                          | 15.9 (60.6)                                                                          | 8.7 (47.7)                                                                           | 2.0 (35.6)                                                                           | 15.8 (60.4)                                                                          |
| المتوسط اليومي °م (°ف) | −8.5 (16.7)                                                                          | −3.5 (25.7)                                                                          | 2.9 (37.2)                                                                           | 9.8 (49.6)                                                                           | 14.9 (58.8)                                                                          | 18.4 (65.1)                                                                          | 20.5 (68.9)                                                                          | 19.3 (66.7)                                                                          | 14.3 (57.7)                                                                          | 7.7 (45.9)                                                                           | −0.2 (31.6)                                                                          | −7.1 (19.2)                                                                          | 7.4 (45.3)                                                                           |
| متوسط درجة الحرارة الصغرى °م (°ف) | −15.0 (5.0)                                                                          | −10.1 (13.8)                                                                         | −3.6 (25.5)                                                                          | 2.4 (36.3)                                                                           | 7.4 (45.3)                                                                           | 11.1 (52.0)                                                                          | 13.6 (56.5)                                                                          | 12.9 (55.2)                                                                          | 8.4 (47.1)                                                                           | 1.7 (35.1)                                                                           | −6.0 (21.2)                                                                          | −13.2 (8.2)                                                                          | 0.8 (33.4)                                                                           |
| أدنى درجة حرارة °م (°ف) | −27.7 (−17.9)                                                                        | −24.0 (−11.2)                                                                        | −16.7 (1.9)                                                                          | −8.6 (16.5)                                                                          | −1.2 (29.8)                                                                          | 4.0 (39.2)                                                                           | 7.2 (45.0)                                                                           | 5.3 (41.5)                                                                           | 0.4 (32.7)                                                                           | −7.1 (19.2)                                                                          | −16.5 (2.3)                                                                          | −23.0 (−9.4)                                                                         | −27.7 (−17.9)                                                                        |
| الهطول مم (إنش) | 1.5 (0.06)                                                                           | 1.4 (0.06)                                                                           | 4.6 (0.18)                                                                           | 12.9 (0.51)                                                                          | 34.0 (1.34)                                                                          | 40.2 (1.58)                                                                          | 50.3 (1.98)                                                                          | 51.6 (2.03)                                                                          | 31.4 (1.24)                                                                          | 15.8 (0.62)                                                                          | 1.5 (0.06)                                                                           | 0.7 (0.03)                                                                           | 245.9 (9.69)                                                                         |
| متوسط أيام هطول الأمطار (≥ 0.1 mm) | 1.9                                                                                  | 2.4                                                                                  | 4.5                                                                                  | 5.3                                                                                  | 7.5                                                                                  | 9.4                                                                                  | 11.4                                                                                 | 11.2                                                                                 | 9.9                                                                                  | 6.3                                                                                  | 1.7                                                                                  | 1.0                                                                                  | 72.5                                                                                 |
| متوسط الرطوبة النسبية (%) | 53                                                                                   | 47                                                                                   | 46                                                                                   | 43                                                                                   | 51                                                                                   | 59                                                                                   | 64                                                                                   | 66                                                                                   | 69                                                                                   | 65                                                                                   | 62                                                                                   | 58                                                                                   | 57                                                                                   |
| ساعات سطوع الشمس الشهرية | 155.7                                                                                | 179.3                                                                                | 195.4                                                                                | 224.5                                                                                | 245.9                                                                                | 234.7                                                                                | 244.8                                                                                | 241.1                                                                                | 191.5                                                                                | 186.0                                                                                | 174.0                                                                                | 151.2                                                                                | 2٬424٫1                                                                              |
| نسبة وصول أشعة الشمس | 51                                                                                   | 59                                                                                   | 53                                                                                   | 57                                                                                   | 57                                                                                   | 54                                                                                   | 55                                                                                   | 58                                                                                   | 52                                                                                   | 53                                                                                   | 57                                                                                   | 50                                                                                   | 55                                                                                   |
| المصدر #1: إدارة الأرصاد الجوية الصينية (أشعة الشمس 1971 - 2000 في محطة لانتشو القديمة) |                                                                                      |                                                                                      |                                                                                      |                                                                                      |                                                                                      |                                                                                      |                                                                                      |                                                                                      |                                                                                      |                                                                                      |                                                                                      |                                                                                      |                                                                                      |
| المصدر #2: طقس الصين (أيام هطول الأمطار 1971 - 2000)ref name=WCN>[zh:兰州城市介绍以及气候背景分析]. Weather China (بالصينية). 中国气象局公共气象服务中心 https://web.archive.org/web/20230314233637/http://www.weather.com.cn/cityintro/101160101.shtml. Archived from the original on 2023-03-14. Retrieved 2015-07-27. {{استشهاد ويب}}: \|trans-title= بحاجة لـ \|title= أو \|script-title= (help) and \|مسار أرشيف= بحاجة لعنوان (help)</ref> |                                                                                      |                                                                                      |                                                                                      |                                                                                      |                                                                                      |                                                                                      |                                                                                      |                                                                                      |                                                                                      |                                                                                      |                                                                                      |                                                                                      |                                                                                      |

### مشاكل بيئية
تقع المدينة في وادي نهر ضيق ومنحني تحيط به الجبال مما يتسبب في إعاقة التدفق الحر للهواء. وفقًا للتحليل البيئي الوطني الصادر عن جامعة تسينغهوا وبنك التنمية الآسيوي في يناير 2013، كانت لانتشو من بين أكثر عشر مدن تلوثًا للهواء في العالم. ورد أن جودة الهواء كانت سيئة للغاية لدرجة أنه في بعض الأحيان لم يتمكن المرء من رؤية لانشان، الجبل يرتفع على طول الجانب الجنوبي من المدينة. تعد لانتشو أيضًا موطنًا للعديد من المصانع، بما في ذلك بعض المصانع العاملة في معالجة البترول، وتعاني من عواصف ترابية كبيرة تنطلق من صحراء جوبي، خاصة في الشتاء والربيع. في عام 2011، باستخدام الإحصائيات الصينية، ذكرت منظمة الصحة العالمية أن لانتشو أسوأ جودة هواء بين 11 مدينة في غرب الصين. متوسطها السنوي PM10 ميكروغرام / م 3 من 150 هو 7 أضعاف المستوى الآمن الذي حددته منظمة الصحة العالمية. كانت أسوأ من بكين بقراءتها لـ 121.

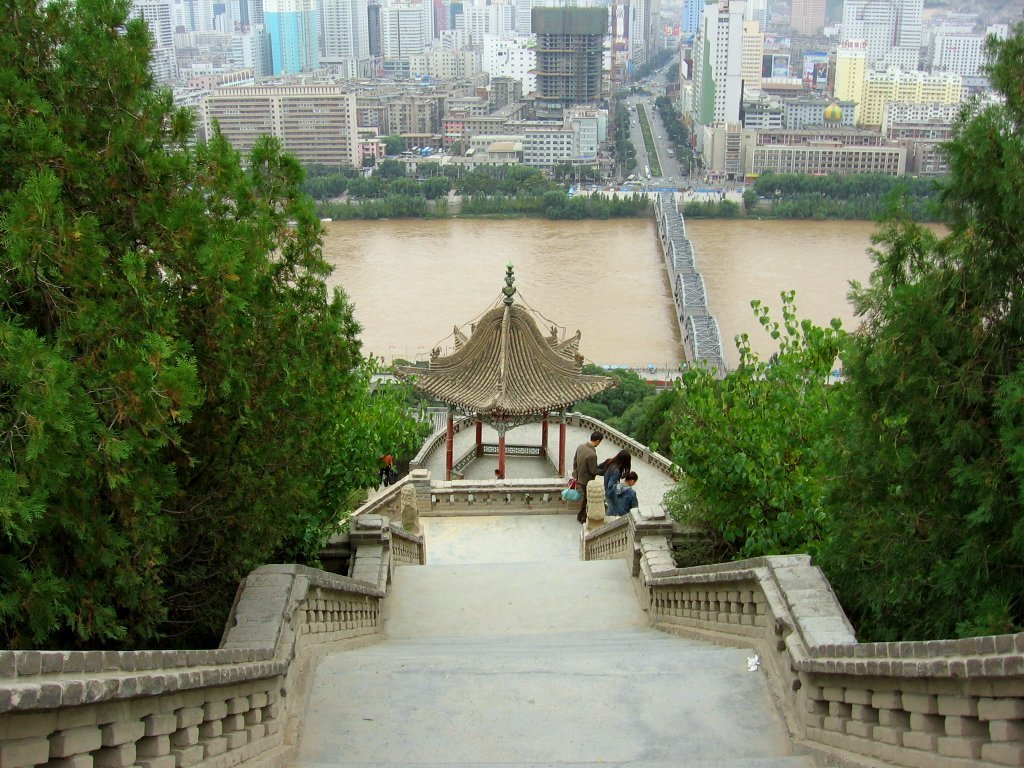
عرض على جسر تشونغشان من حديقة جبل بيتا.

منذ ذلك الحين، اتخذت السلطات تدابير لتحسين جودة الهواء، والتي كانت ناجحة إلى حد كبير. «تم إغلاق 13 شركة ملوثة ذات قدرة مفرطة، وتم تعليق أكثر من 200 شركة شديدة التلوث في الشتاء، وانتقلت 78 مؤسسة صناعية إلى منطقة صناعية خارج المدينة.»  في عام 2015 تم منحها لقب التقدم المناخي للصين. كمدينة لم يكن من الممكن رؤيتها من الأقمار الصناعية، اتخذت لانتشو تدابير مختلفة لمكافحة تلوث الهواء في السنوات الأخيرة، بعد أن خفضت مؤشر تلوث الهواء بأسرع سرعة في جميع أنحاء الصين. وفقًا لقاعدة بيانات منظمة الصحة العالمية لعام 2018،  من بين 2700 مدينة مدرجة، فإن لانتشو المرتبة 158 من أعلى مستوى من التلوث PM 2.5، بمتوسط 54 ميكروجرام لكل متر مكعب (ضعف مثيله في ميلانو). يظل الجسيم الكبير PM10 مرتفعًا، عند 132 ميكروغرامًا لكل متر مكعب، ويرجع ذلك جزئيًا إلى العواصف الرملية.
يحمل النهر الأصفر في لانتشو حمولة عالية من الطمي، مما يعطي النهر مظهره الموحل المميز؛ لكن جودة المياه في هذا النطاق أفضل من «التدفق النتن الذي يمر بالكاد للمياه بعد ساعتين من مجرى النهر» (2008). في السنوات الأخيرة، تم العثور على عدة عينات من السمندل العملاق الصيني المهدد بالانقراض في وبالقرب من النهر الأصفر في لانتشو.
في 11 أبريل 2014، نصح مسؤولو لانتشو السكان بعدم شرب ماء الصنبور، لأن مستويات البنزين كانت 20 ضعف الحد الوطني البالغ 10 ميكروجرام لكل لتر. اشتبهت إمدادات المياه في المدينة أن الإنتاج الكيميائي الصناعي هو الجاني، على غرار ما حدث في انفجارات مصنع جيلين للكيماويات عام 2005 .
انتشر داء البروسيلات الذي أصاب البشر في لانتشو في عام 2020 بعد أن قام مصنع لانتشو للأدوية الحيوية المشارك في إنتاج اللقاح بضخ البكتيريا بطريق الخطأ إلى الغلاف الجوي في هواء العادم، بسبب استخدام مطهر منتهي الصلاحية، مما أثر على أكثر من 3000 شخص.

### الزلازل
تتعرض لانتشو للزلازل بانتظام، على الرغم من أن الشدة عادة منخفضة. في عام 1920، حدث زلزال كبير قتل أكثر من 100000 شخص في نينغشيا ومقاطعة جانسو الشرقية، على الرغم من مقتل 42 فقط في لانتشو نفسها، ويعزى انخفاض العدد إلى الطبيعة القوية والمرنة للمباني الخشبية في المدينة.

## التركيبة السكانية
في تعداد 2020، تجاوز عدد سكان لانتشو 4 ملايين نسمة لأول مرة، بإجمالي عدد سكان يبلغ 4359446. يمثل هذا نموًا كبيرًا بعد فترة من النمو البطيء. يعزى النمو القوي إلى الآباء الذين يسعون للحصول على فرص تعليمية أفضل لأطفالهم، والعمال المهاجرين المتقاعدين العائدين إلى قانسو، وتحسين الخدمات في المدينة والسياسات الحكومية.

## رياضة
ملعب جامعة شمال غرب مينزو بسعة 14000  هو أحد الملاعب الرياضية الرئيسية في المدينة. يستخدم في الغالب لمباريات كرة القدم. يجري تطوير مجمع مركز رياضي جديد، بما في ذلك ملعب يتسع لـ 60 ألف متفرج وقاعة للسباحة.
كان لانتشو سابقًا فريق كرة قدم محترف يُدعى جانسو تيانما إف سي من 1999 إلى 2003. لعب الفريق في اتحاد يي الصيني لكرة القدم من 1999 إلى 2001 واشترى مركزًا في دوري جيا من تيانجين لايفي. انتقل الفريق إلى نينغبو وتشجيانغ وغيروا اسمهم إلى نينغبو ياوما (宁波耀马) في عام 2003. هبط الفريق لاحقًا إلى دوري واي آي في 2004 وباع إلى دونغقوان دونغتشنغ، الذي نقل النادي إلى دوري الدرجة الأولى في هونغ كونغ.
لعب الدولي الإنجليزي الدولي السابق بول جاسكوين أربع مباريات في كل من دور اللعب والتدريب لجانسو في عام 2003،  وسجل هدفين،  قبل العودة إلى إنجلترا بعد الخلاف مع النادي،  حيث أن حالته العقلية تعني أنه اضطر للعودة إلى أمريكا لتلقي العلاج من الكحول والاكتئاب.

## التقسيمات الإدارية
| خريطة                    | خريطة           | خريطة         | خريطة                     | خريطة          | خريطة            |
| اسم                      | الصينية المبسطة | هانيو بينين   | تعداد السكان (تعداد 2010) | المساحة (كم 2) | الكثافة (/ كم 2) |
| ------------------------ | --------------- | ------------- | ------------------------- | -------------- | ---------------- |
| مدينة السليم             |                 |               |                           |                |                  |
| منطقة شينجوان            | 城关区          | Chéngguān Qū  | 1,278,745                 | 220            | 5,812.47         |
| حي قليحي                 | 七里河区        | Qīlǐhé Qū     | 561020                    | 397            | 1,413.14         |
| منطقة شيغو               | 西固区          | Xīgù Qū       | 364050                    | 385            | 945.58           |
| منطقة أنينغ              | 安宁区          | Ānníng Qū     | 288.510                   | 86             | 3,354.76         |
| من الضواحى               |                 |               |                           |                |                  |
| منطقة هونغو              | 红古区          | Hónggǔ Qū     | 136101                    | 575            | 236.69           |
| منطقة لانتشو الجديدة [A] | 兰州新区        | Lánzhōu Xīnqū | 100,000                   | 806            | 124              |
| ريفي                     |                 |               |                           |                |                  |
| مقاطعة يونغدينغ          | 永登县          | Yǒngdēng Xiàn | 418.789                   | 6090           | 68.76            |
| مقاطعة جولان             | 皋兰县          | Gāolán Xiàn   | 131.785                   | 2,556          | 51.55            |
| مقاطعة يوتشونغ           | 榆中县          | Yúzhōng Xiàn  | 437163                    | 3,362          | 130.03           |

أ في 20 أغسطس 2012، تمت الموافقة على منطقة لانتشو الجديدة من قبل مجلس الدولة للحكومة المركزية في الصين. في عام 2019، تم إنشاء منطقة لانتشو الجديدة رسميًا كقسم على مستوى المقاطعة في لانتشو، حيث تم فصل منطقتها عن يونغدينغ وجولان. لم يتم عرض المنطقة والسكان المحدثين في يونغدينغ وجولان بعد في الجدول.A 

## السياحة

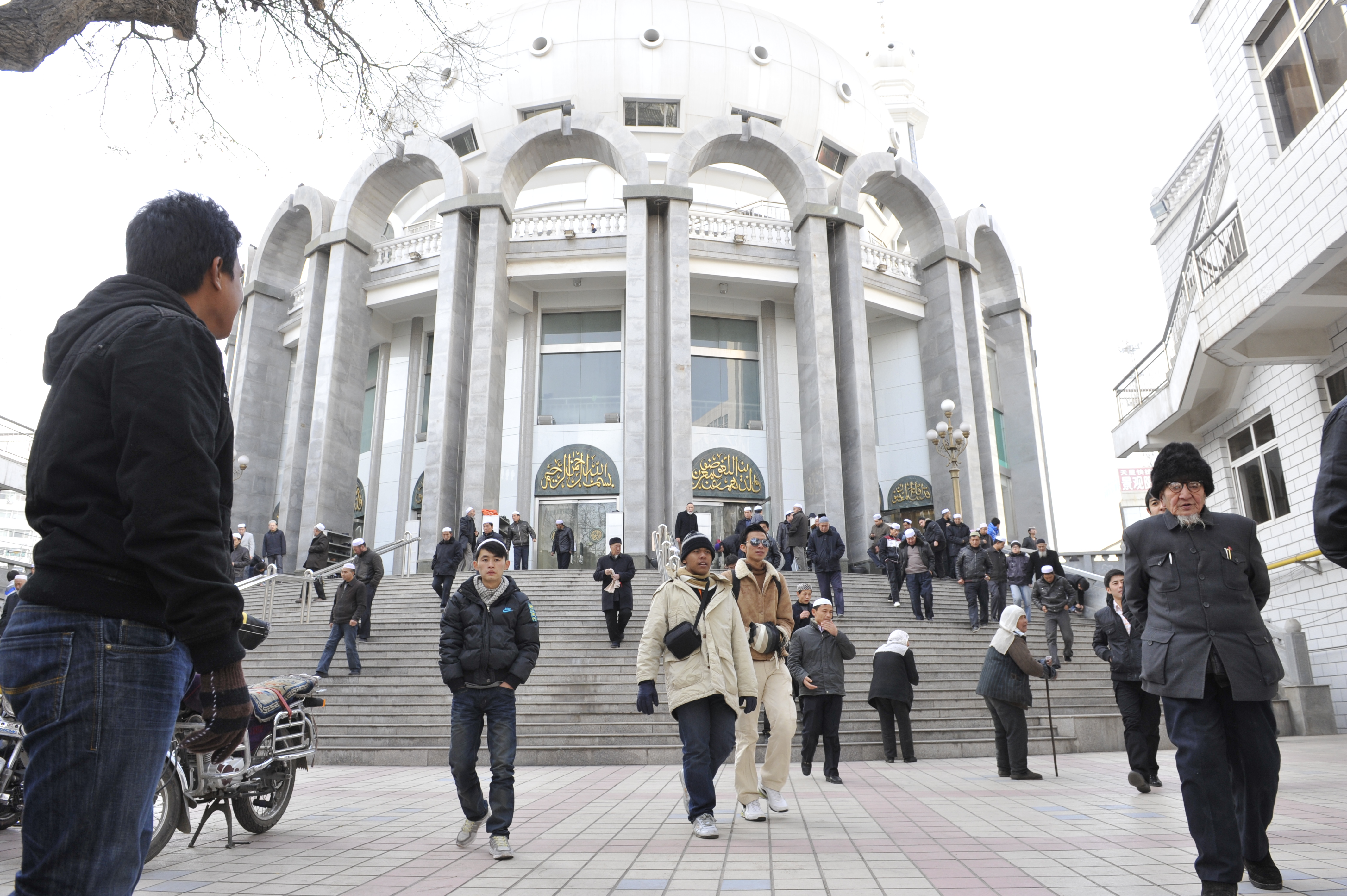
مسجد شيغوان بعد صلاة الجمعة

- متنزه فايف سبرينج ماونتن (五泉山公园) في الجانب الشمالي من جبل جولان، ويشتهر بالينابيع الخمسة والعديد من المعابد البوذية.
- جسر تشونغشان (中山桥) كان أول جسر دائم فوق النهر الأصفر.
- حديقة جبل بيتا (白塔山公园) بالقرب من الجبال على ارتفاع 1,700 متر (5,600 قدم) وافتتح في عام 1958 عبر جسر تشونغشان.
- حديقة لانتشو النباتية (兰州植物园)، الواقعة في منطقة Anning، مجموعة كبيرة ومتنوعة من الأشجار والزهور والنباتات الأخرى.
- مسجد شيغوان (西关清真寺)، هو أحد أكبر المساجد في الصين.
- على جبل 五泉山 (五泉山)، توجد العديد من المواقع المعمارية القديمة.
- جبل شينغ التنين (兴隆山)، مغطاة بغابات الصنوبر الكثيفة وتنتشر فيها المعابد الملونة.[61]
- حكومة لوتوسي القديمة (鲁土司衙门旧址)، وهو مجمع كبير للمباني الحكومية القديمة.[62]

### المتاحف

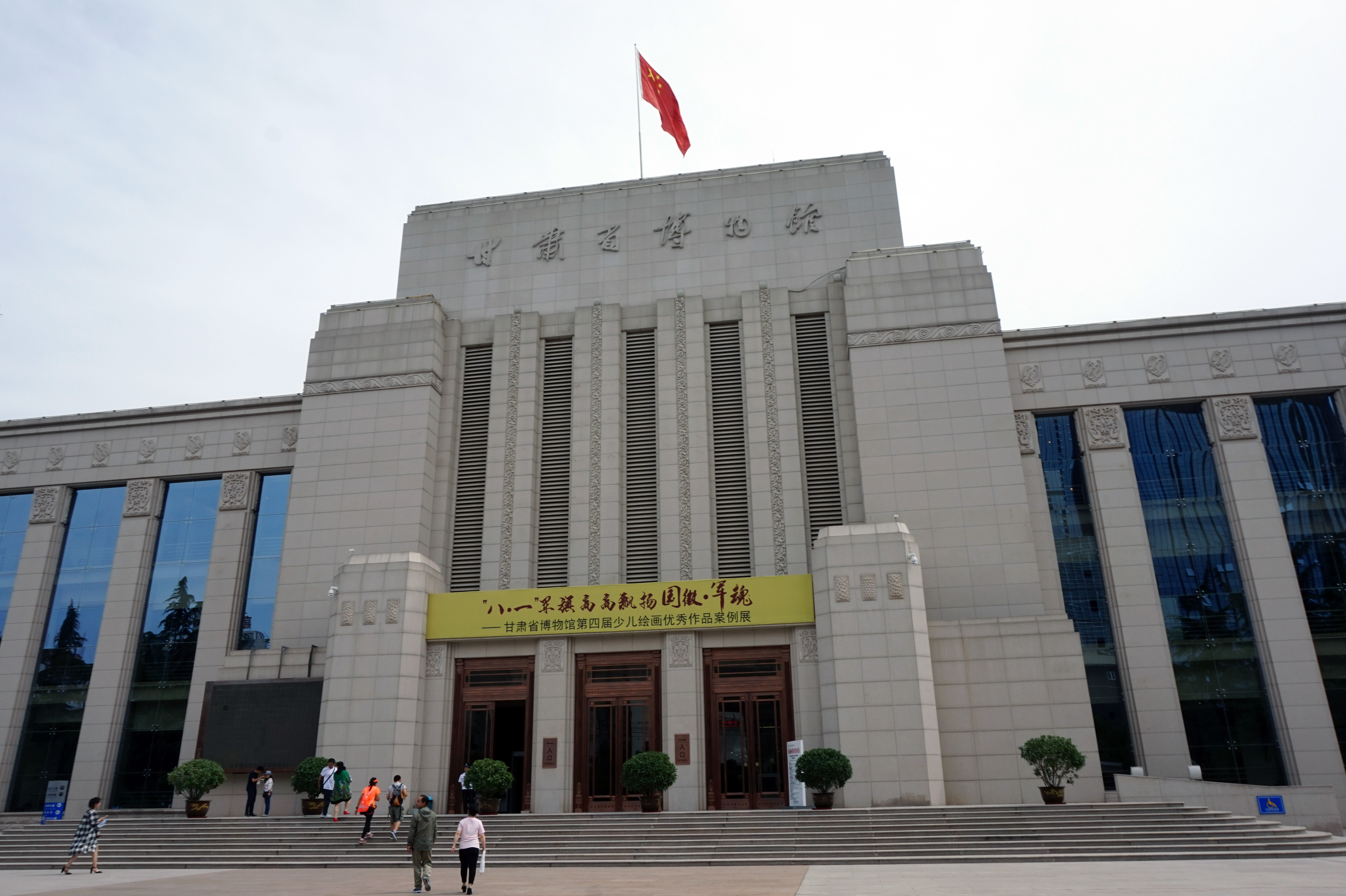
متحف مقاطعة قانسو

- متحف مقاطعة قانسو (甘肃省博物馆)، يعرض الاكتشافات الأثرية والأحفورية من قانسو ومعارض عن تاريخ قانسو.
- متحف لانتشو (兰州市博物馆)، هي وحدة ثقافية مهمة على طريق الحرير. اعتبارًا من أكتوبر 2017، تحتوي المجموعة على أكثر من 13000 قطعة من المجموعات، بما في ذلك الفخار والخزف والبرونز والخط والعملات المعدنية واليشم والأواني الحجرية وما إلى ذلك. هناك 52 قطعة أثرية ثقافية وطنية من الدرجة الأولى، و 78 قطعة أثرية ثقافية وطنية من المستوى الثاني و 682 قطعة أثرية ثقافية وطنية من المستوى الثالث.[63]
- متحف قانسو للفنون (甘肃艺术馆)، توفير عرض واسع ومنصة اتصالات خارجية للفنانين.[64]
- قاعة معرض تخطيط مدينة لانتشو (兰州市规划展览馆)، يُظهر ثقافة النهر الأصفر العميقة في لانتشو ودمج المعرض الداخلي والمفهوم المعماري والخصائص الحضرية.
- متحف لانتشو للفخار المطلي (兰州彩陶博物馆)، العدد الإجمالي للمجموعات هو 250، بما في ذلك 50 قطعة أثرية ثقافية ثمينة، وهي تعرض حضارة الفخار المرسومة التي تمثلها فخار Majiayao الثقافي.[65]
- متحف قانسو للعلوم والتكنولوجيا (甘肃科技博物馆) سيتم اعتماد الصوت والضوء والكهرباء والوسائل الأخرى عالية التقنية بالكامل، وستمكن طريقة التدريس والتعلم الزوار من احتضان العلوم الحديثة في جو لطيف.[66][67]

## اقتصاد

مجمع لانتشو سنتر التجاري

منذ عام 1949، تحولت لانتشو من عاصمة مقاطعة فقيرة إلى مركز منطقة صناعية رئيسية. كانت واحدة من أولى المدن في الصين للتصنيع، كمحور للخطط الخمسية الأولى والثانية.
بلغ نصيب الفرد من الناتج المحلي الإجمالي في لانتشو 25.566 (يوان صيني) (3681 دولارًا أمريكيًا) في عام 2008، مما جعلها تحتل المرتبة 134 من بين 659 مدينة صينية.  في عام 2015، نما نصيب الفرد من الناتج المحلي الإجمالي إلى 57191 يوان صيني (9182.28 دولار أمريكي)  واحتلت المدينة المرتبة 100 لإجمالي الناتج المحلي الإجمالي للمدن الصينية.

### المؤسسات
يقع المركز الدولي للطاقة الشمسية (UNIDO-ISEC) في منطقة شينجوان في لانتشو.

### الموارد الطبيعية

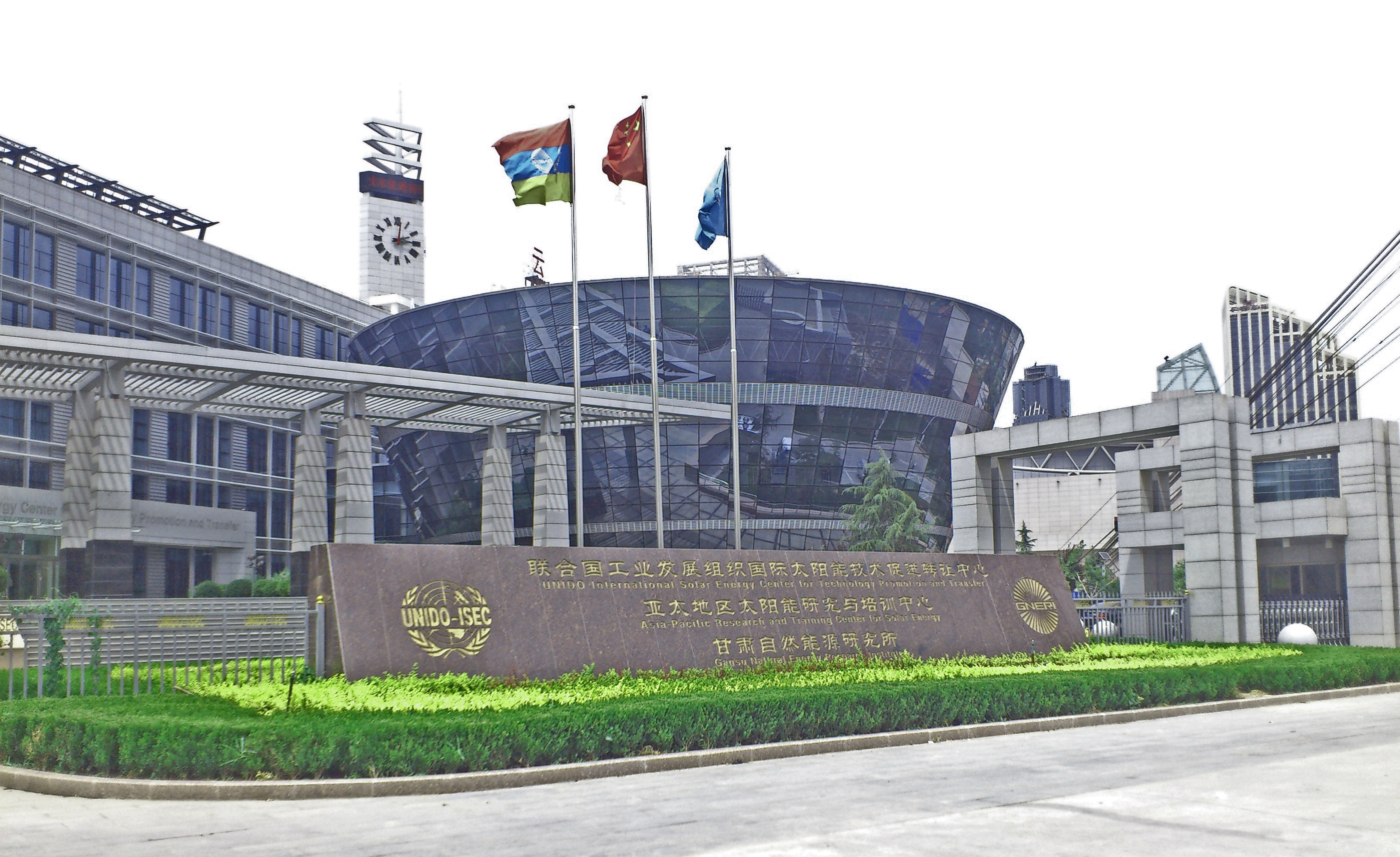
المقر الرئيسي لليونيدو-ISEC

- المعادن: الفحم والذهب والفضة والزنك والنيكل والمنغنيز والطين والدولوميت
- الطاقة الكهرومائية.

يوجد مصنع توليد حراري مزود بالفحم من الحقول في تشينغهاي. بالإضافة إلى ذلك، توجد محطة لتوليد الطاقة الكهرومائية في زولاما جورج في قانسو، وقد تم بناء سد كبير متعدد الأغراض في ليوجيا جورج على النهر الأصفر فوق لانتشو.

### صناعة
تشمل الصناعات الرئيسية مصانع النسيج ومعامل معالجة المطاط والأسمدة ومصفاة النفط والبتروكيماويات والآلات وصناعة المعادن.
تمتلك قانسو واحدة من أكبر مصافي النفط في البلاد ولانتشو نفسها هي مركز صناعة البتروكيماويات في المقاطعة. المصفاة مرتبطة بالحقول في يومن بخط أنابيب. كما أنها تصنع معدات لصناعة النفط.
تتمتع لانتشو بصناعة نسيجية كبيرة، وهي معروفة خصوصًا بإنتاج السلع الصوفية والجلدية. بالإضافة إلى ذلك، تنتج لانتشو القاطرات وعربات السكك الحديدية للسكك الحديدية الشمالية الغربية، بالإضافة إلى الأدوات الآلية ومعدات التعدين. يتم إنتاج منتجات الألمنيوم والكيماويات الصناعية والأسمدة على نطاق واسع، وهناك صناعة مطاط كبيرة. يتم استخراج النحاس في منطقة جولان المجاورة.
كانت لانتشو واحدة من مراكز صناعة الطاقة النووية الوطنية في الصين منذ الستينيات.

### الزراعة
لانتشو هي مركز تجميع وسوق للمنتجات الزراعية والماشية من منطقة واسعة.
- قمح الربيع والخضروات والفاصوليا وزيت المغلي والبطيخ والخوخ والتبغ.
- الورود والزنابق.

## وسائل النقل

### مطار
مطار لانتشو تشونغتشوان هو المطار الرئيسي الذي يخدم لانتشو، يقع 70 كيلومتر (43 ميل) شمال لانتشو. افتتح للخدمة العامة في عام 1970.
يوفر المطار وصلات مباشرة إلى أكثر من 70 وجهة دولية ومحلية.

### سكة حديدية

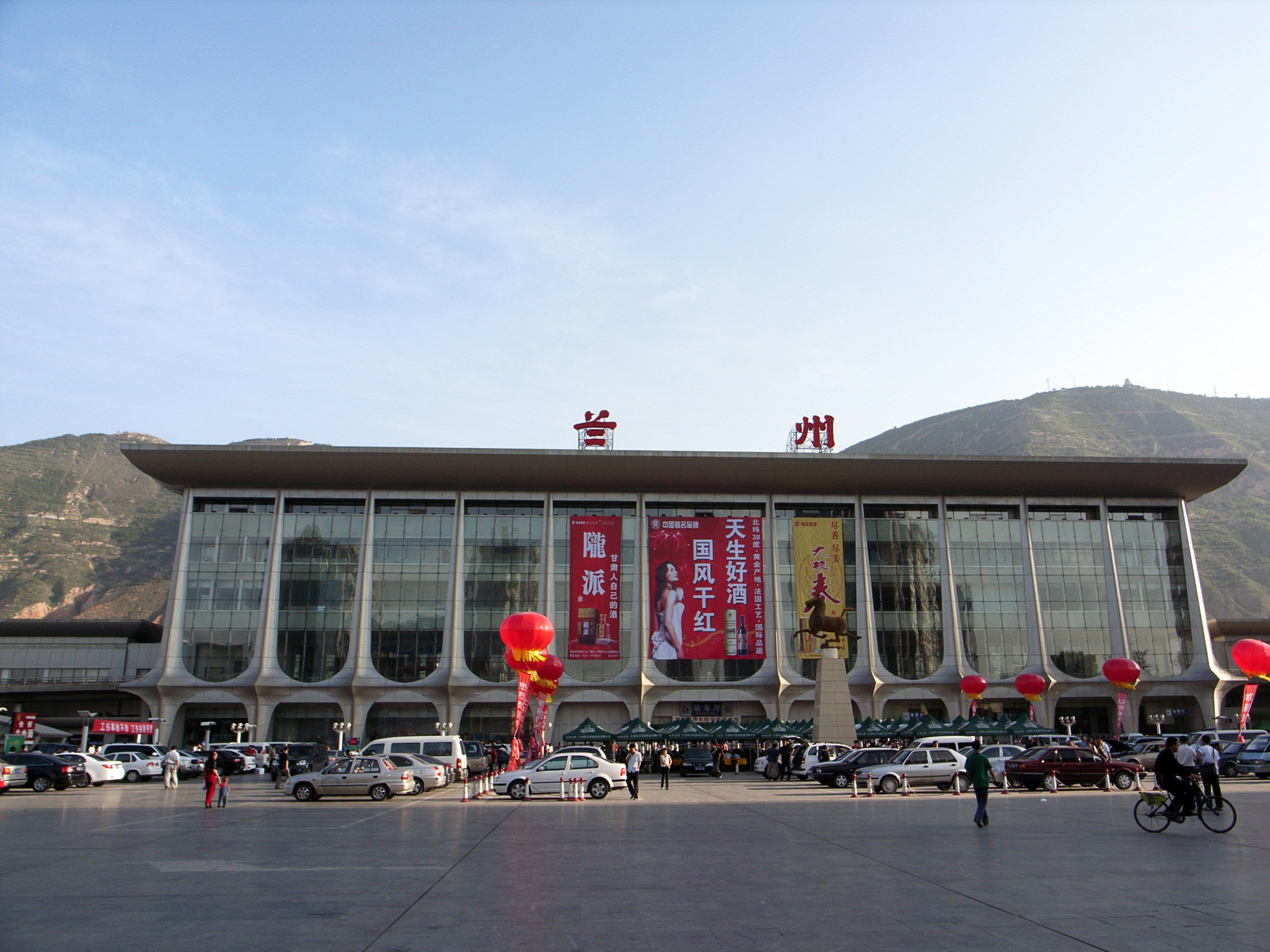
محطة سكة حديد لانتشو

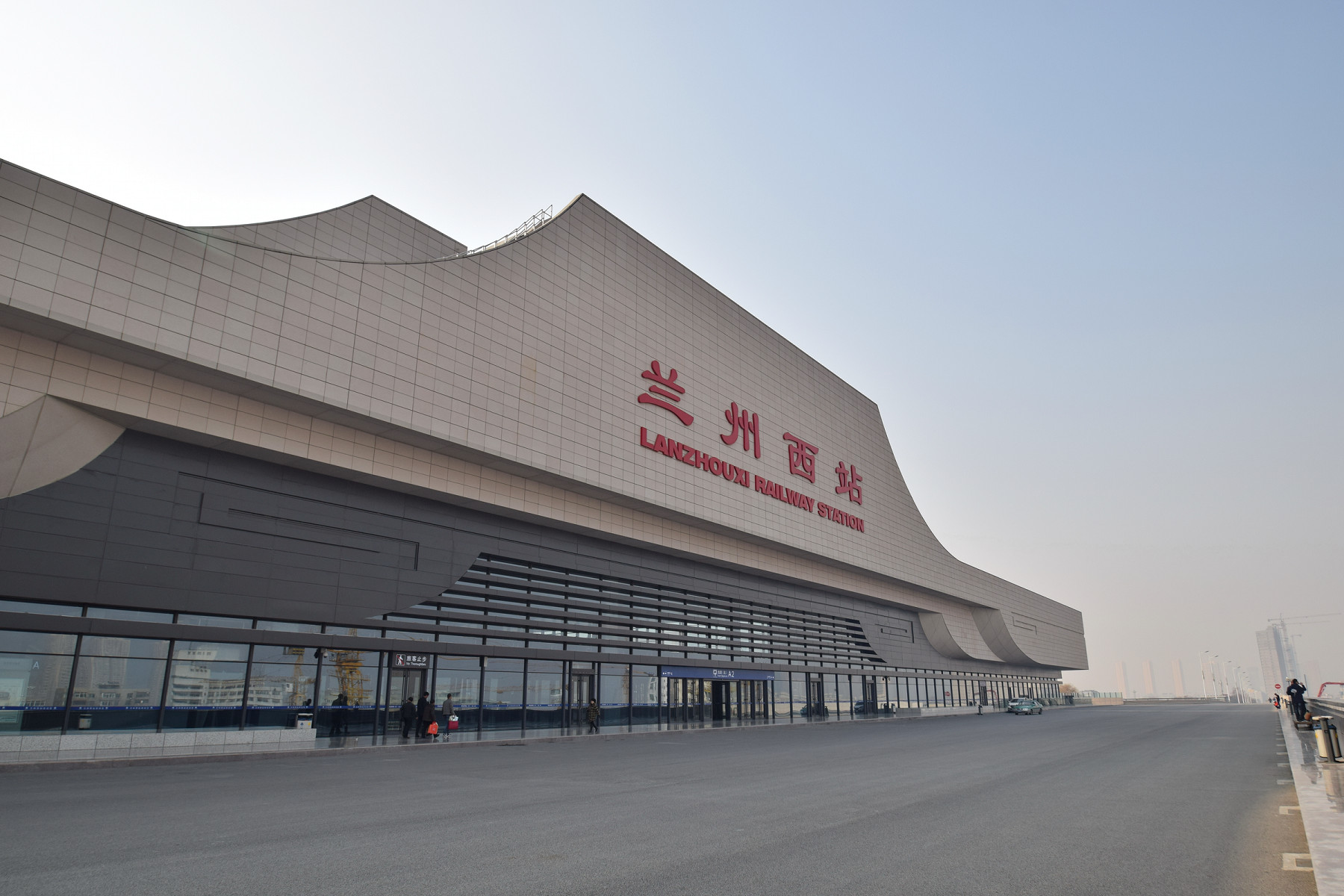
محطة سكة حديد لانتشو الغربية

#### طرق جانبية
كانت لانتشو ثاني مدينة في شمال غرب الصين تعلن عن بناء خط مترو أنفاق، في أغسطس 2012. شبكة السكك الحديدية الحضرية، مترو لانتشو، من المخطط أن تتكون من ستة خطوط مترو أنفاق تعمل 207 كيلومتر (129 ميل) . الخط الأول، الذي هو تحت الأرض بالكامل، افتتح في يونيو 2019.

##### إقليمي
تعد محطة لانتشو للسكك الحديدية محورًا رئيسيًا للسكك الحديدية في غرب الصين. كل يوم ينطلق أكثر من 100 قطار ركاب أو يمر عبر هذه المحطة. إنها نقطة محورية حيوية تربط المقاطعات الغربية بالشرق. تقع محطة لانتشو للسكك الحديدية في محطة دون جلو في منطقة شينجوان. تعد محطة لانتشو ويست للسكك الحديدية ثاني محطة سكة حديد رئيسية في المدينة، حيث توفر اتصالاً بخدمات السكك الحديدية عالية السرعة.
تحتوي محطة لانتشو للسكك الحديدية على وصلات السكك الحديدية التالية:
- سكة حديد لونغهاي إلى الشرق (شيان، تشنغتشو، يانيونغانغ)، مع اتصالها بالسكك الحديدية الرئيسية في شرق الصين التي تدعم القطارات المباشرة إلى بكين وشنغهاي، إلخ. تم الانتهاء منه في عام 1953، وكان أول خط سكة حديد يصل لانتشو.[79]
- سكة حديد لانشين إلى الغرب والشمال الغربي (مع قطارات مباشرة إلى غرب قانسو وأورومكي، ووصلات أخرى إلى نقاط أخرى في شينجيانغ وكازاخستان).
- سكة حديد لانكينغ إلى الغرب والجنوب الغربي، مع خدمة مباشرة إلى شينينغ ولاسا.
- خط سكة حديد تشونغتشينغ-لانتشو إلى الجنوب الشرقي، مع خدمة مباشرة إلى تشونغتشينغ وقوانغ يوان.
- خط إلى الشمال والشمال الشرقي، مع خدمة مباشرة إلى ينتشوان وباوتو.
- سكة حديد لانتشو-تشونغتشوان بين المدن بين محطة لانتشو للسكك الحديدية ومطار لانتشو تشونغتشوان الدولي.[80]
- سكة حديد لانهي (تحت الإنشاء) إلى لينشيا وهيزو.

#### قطار فائق السرعة
تم الانتهاء من خطوط سكك حديدية جديدة عالية السرعة للركاب فقط باتجاه الشرق (سكة حديد زوزهو - لانتشو عالية السرعة) والغرب (سكة حديد لانتشو - شينجيانغ عالية السرعة). تتوقف هذه الخدمات عند محطة سكة حديد لانتشو الغربية. يجري بناء سكة حديد ينتشوان - لانتشو عالية السرعة وخط سكة حديد تشنغدو - لانتشو فائق السرعة.

#### سكة الشحن
تشكل لانتشو رابطًا مهمًا في أحد طرق جسر الأرض الأوراسي، وتوفر أيضًا وصولاً بالسكك الحديدية إلى تشينغهاي وشينجيانغ والتبت إلى الغرب. تم إنشاء محطة شحن كبيرة بالسكك الحديدية مؤخرًا لاستيعاب الأحجام المتزايدة من شحن السكك الحديدية، وتعد لانتشو موطنًا لرابع أكبر ساحة حشد في الصين.
تربط خدمات الشحن المنتظمة لانتشو وجهات تشمل تشونغتشينغ وهامبورغ وألماتي وكاتماندو.

### شبكة الطرق
في عام 2016، احتلت لانتشو المرتبة الرابعة من بين المدن الصينية التي تعاني من أسوأ الاختناقات المرورية في ساعة الذروة. لكن بحلول عام 2017، بعد الانتهاء من الطريق الدائري الحضري، انخفض إلى المرتبة 33.

#### الطرق السريعة
- الطريق السريع G75 لانتشو - هايكو.
- G30 ليانيونقانغ - طريق خورجاس السريع.
- طريق G6 بكين - لاسا السريع.
- الطريق السريع G22 تشينغداو - لانتشو.
- الطريق السريع الدائري لانتشو G2201.
- طريق الصين الوطني السريع 212.
- طريق الصين الوطني السريع 213.
- طريق الصين الوطني السريع 312.

### خدمات الحافلات

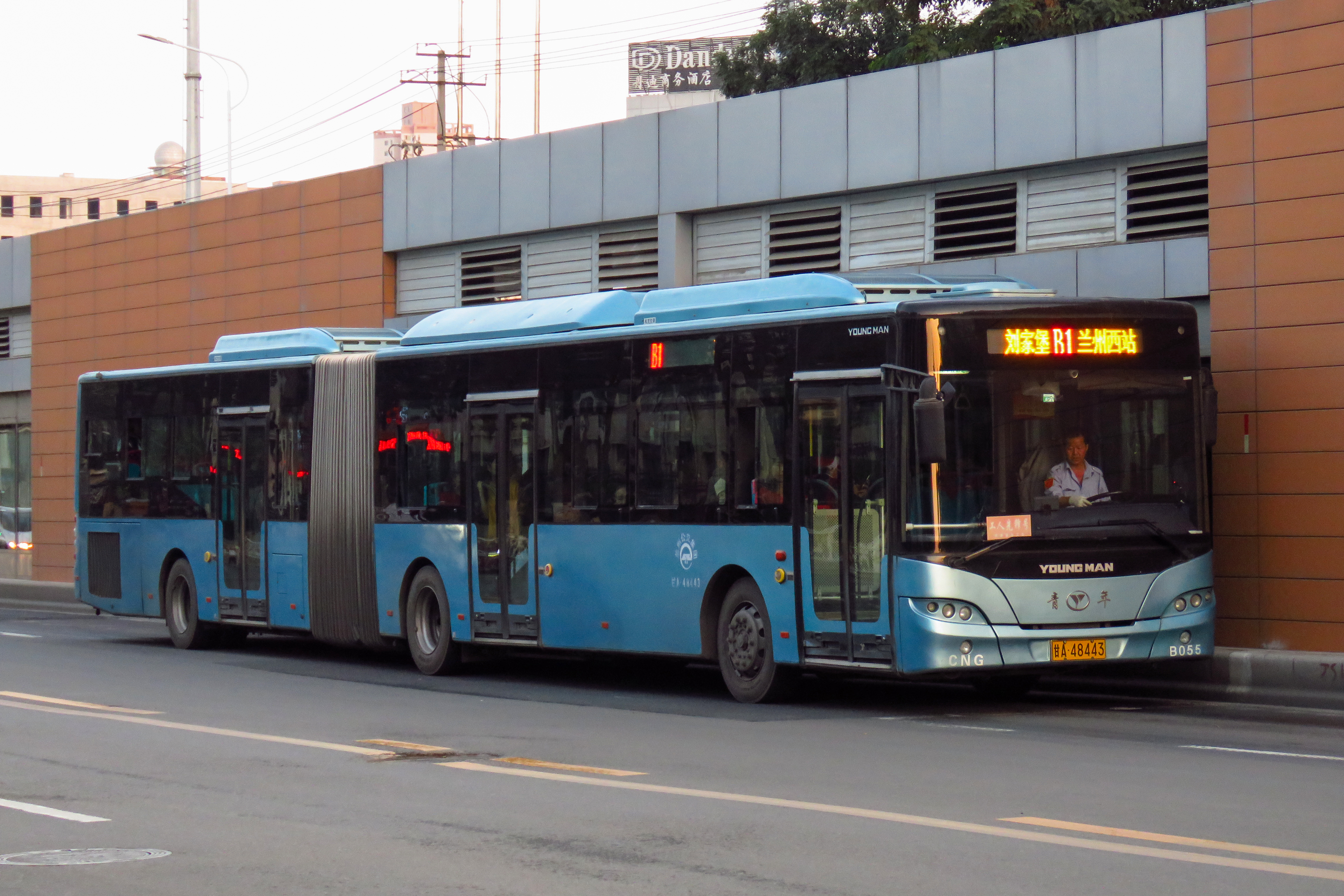
لانتشو BRT

بالنسبة لحافلات المسافات الطويلة، توجد ثلاث محطات حافلات رئيسية في المنطقة الحضرية، محطة الحافلات الغربية  في حي إكسياوكسيهو، ومحطة الحافلات الشرقية  بالقرب من محطة لانتشو ومحطة الحافلات الجنوبية  بالقرب من الطريق السريع G75 لانتشو - هايكو. علاوة على ذلك، هناك ما مجموعه 132 خط حافلات المدينة المحلية. هذه لها محطة عقدها الرئيسية في شيغوان.
تمتلك Lanzhou نظام نقل سريع للحافلات تم افتتاحه في عام 2013 وفاز بالمدينة بشرف مشرف في حفل توزيع جوائز النقل المستدام لعام 2014 .

## وسائط
- تنشر مطبعة قانسو الشعبية، في لانتشو، مجلة دوزه، وهي أكثر المجلات انتشارًا في الصين.
- يخدم راديو لانتشو مناطق مقاطعة لاسا ولانتشو بالأخبار والموسيقى.
- صحيفة قانسو اليومية الصادرة عن مقاطعة قانسو، لها مكاتب تحرير في لانتشو.

## حضاره

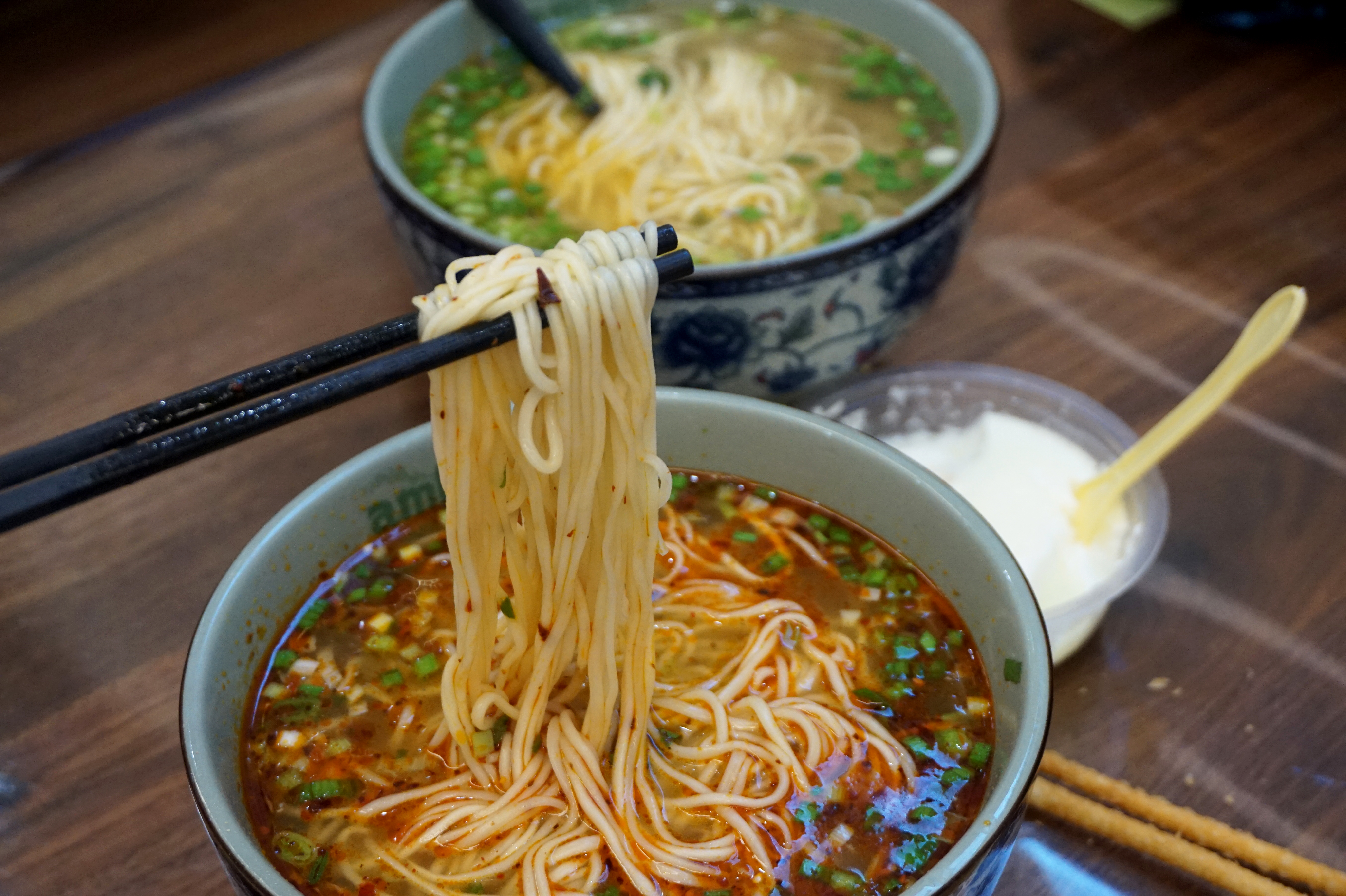
نودلز لحم لانتشو

المدينة هي المركز الثقافي لقانسو. فهي موطن للعديد من المجموعات العرقية المختلفة وثقافات كل منها، ولكن أبرز ثلاث مجموعات هي هان وهوي وزانغ.
- الأوبرا الصينية: أوبرا تشين تشيانغ
- المطبخ تعتبر نودلز لحم بقري لانتشو، والعديد من أنواع المعكرونة الأخرى، وجذر الزنبق، والعديد من أنواع الضأن المختلفة عناصر مهمة لثقافة الطعام المميزة في لانتشو. نودلز لحم لانتشو معروفة جيدًا في جميع أنحاء الصين. مدينة لانتشو هي موطن لأكثر من 1000 مطعم لحوم البقر المعكرونة.[93]
- الإسلام في الصين: مسجد شيغوان، تم تشييده في عهد أسرة مينج وأعيد بناؤه عام 1990. يشغل مساحة 467 متر مربع (5,030 قدم2) وهو أحد أكثر المساجد نفوذاً في الصين. تعكس الهندسة المعمارية للمسجد في الغالب العمارة العربية.[94]

## الكليات والجامعات
المدينة هي مقر جامعة لانتشو، التي تأسست عام 1909. كما يقع المعهد القومي للأقليات في لانتشو وفرع الأكاديمية الصينية للعلوم في المدينة. على وجه الخصوص، كانت جامعة نورث ويست نورمال هي الجامعة الرئيسية على مستوى المقاطعة، والتي أعدت أكثر من 100000 مدرس في المدارس عبر مقاطعة قانسو.

### قائمة
ملاحظة: المؤسسات التي ليس لديها برامج درجة البكالوريوس بدوام كامل غير مدرجة.

#### المستوى الوطني

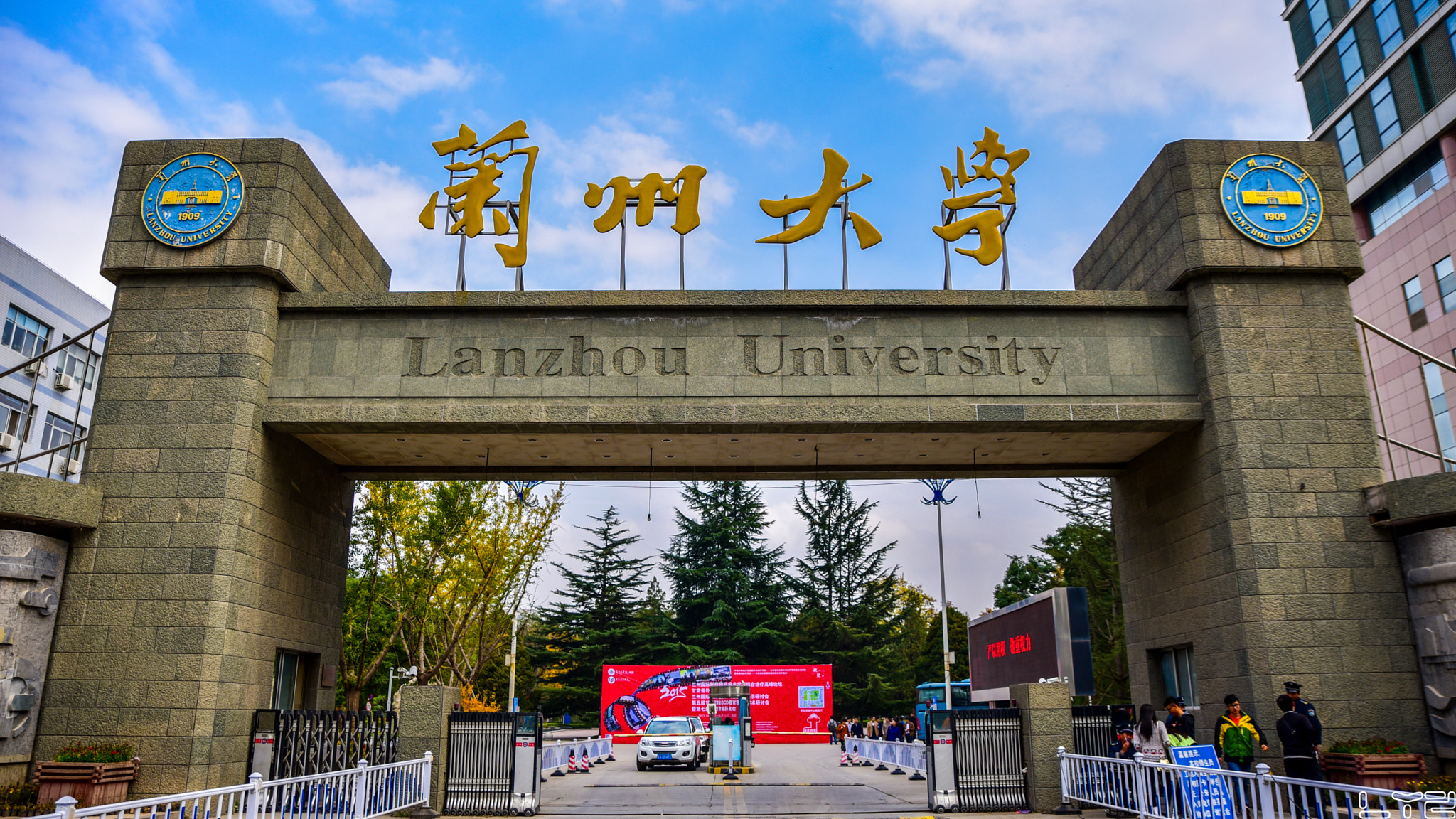
جامعة لانتشو

- جامعة لانتشو تأسست عام 1909.

#### المؤسسات العامة الأخرى
- جامعة شرق قانسو.
- جامعة قانسو الزراعية (甘肃农业大学)، تأسست عام 1958.
- جامعة قانسو للطب الصيني (甘肃中医药大学)، المعروفة سابقًا باسم كلية قانسو للطب الصيني التقليدي، ساهمت في مشاريع قانسو الطبية والصحية والتنمية الاجتماعية.[96]
- كلية السياسة والقانون، قانسو (甘肃政法学院)، ومقرها في قانسو، تشع إلى الشمال الغربي، وتواجه البلاد، وتخدم بنشاط التنمية الاجتماعية المحلية وإنشاء النظام القانوني.[97]
- جامعة لانتشو للفنون والعلوم (兰州文理学院)، تم تشكيلها عن طريق اندماج معهد قانسو للتعليم وجامعة اتحاد قانسو في عام 2013.[98]
- كلية التكنولوجيا، لانتشو (兰州工业学院).[99]
- كلية مدينة لانتشو (兰州城市学院)، تأسست عام 1958.[100]
- جامعة لانتشو للمالية والاقتصاد (兰州财经大学)، الجامعة المالية والاقتصادية الوحيدة في المقاطعات الثلاث قانسو ونينغشيا وتشينغهاي.[101]
- تأسست جامعة لانتشو جياوتونغ (兰州交通大学) عام 1958.
- تم دمج كلية لانتشو الطبية (兰州医学院) (معهد لانتشو الطبي) في جامعة لانتشو.
- لانتشو نيوروميان (نودل مع حساء اللحم البقري) معهد البحوث الثقافية (兰州牛肉面文化研究所).
- جامعة لانتشو للتكنولوجيا، (兰州理工大学)، تأسست عام 1919 (جامعة قانسو للتكنولوجيا سابقًا).
- جامعة نورث ويست للقوميات (西北民族大学).
- جامعة نورث ويست نورمال (西北师范大学)، تأسست عام 1902.

## رعاية صحية
- مستشفى الشعب في قانسو.
- مستشفى الشعب الثاني في قانسو (انظر مستشفى بوردن التذكاري، سلفه).
- مستشفى الشعب الثالث في قانسو.
- مستشفى الشعب الأول لانتشو.
- مستشفى الشعب الثاني لانتشو.
- مستشفى جامعة لانتشو الأول.
- مستشفى جامعة لانتشو الثاني.
- المستشفى العسكري العام.
- مستشفى لانتشو العسكري.
- مركز علاج السرطان الأيوني الثقيل في لانتشو، مشروع مشترك بين مجموعة شنغ دي وحكومة المدينة ومعهد الفيزياء الحديثة التابع للأكاديمية الصينية للعلوم.
- مستشفى الأورام قانسو.

## المدن الشقيقة
- البوكيرك،  الولايات المتحدة.[102]
- أكيتا اليابان (مدينة الصداقة).[103]
- عشق أباد،  تركمانستان.[104]
- كورلي،  إنجلترا.[104][105]
- بينزا،  روسيا.[104]
- نواكشوط،  موريتانيا.[104]
- يونغ شاير،  أستراليا.[104][106]

## توأمة
للانتشو اتفاقيات توأمة مع كل من:
- ألباكركي
- أكيتا (5 أغسطس 1982 -)
- كرايستشرش
- نواكشوط
- ألبا يوليا (27 أبريل 2010 -)
- بينزا [107]
- أولان-أودي (2016 -)[108]

## أعلام
- هوانغ شوان.
- كين ليو.
- تساي وو.
- جي ما.
- ياسمين تشانغ.

### فهرس
- Cheung, Raymond. OSPREY AIRCRAFT OF THE ACES 126: Aces of the Republic of China Air Force. Oxford: Bloomsbury Publishing Plc, 2015. (ردمك 978 14728 05614).
- 徐 (Xú), 露梅 (Lùméi). 隕落 (Fallen): 682位空军英烈的生死档案 - 抗战空军英烈档案大解密 (A Decryption of 682 Air Force Heroes of The War of Resistance-WWII and Their Martyrdom). 东城区, 北京， 中国: 团结出版社, 2016. (ردمك 978-7-5126-4433-5).

## وصلات خارجية
- موقع حكومة لانتشو.
- خريطة لانتشو. نسخة محفوظة 6 مارس 2016 على موقع واي باك مشين.

1. ↑  Ministry of Housing and Urban-Rural Development of the People's Republic of China(MOHURD) (2021). "中国城市建设统计年鉴2020". اطلع عليه بتاريخ 2024-12-22.
2. ↑  "Hong Kong Monthly Statistics Summary (Report)" (PDF). Census and Statistics Department. أغسطس 2018. اطلع عليه بتاريخ 2024-12-22.
3. ↑  "Chongqing Statistics Bureau (2019). 重庆统计年鉴2019 [Chongqing Statistical Yearbook 2019] (in Chinese). Beijing: China Statistic Publishing House. p. 613. ISBN 978-7-5037-8854-3". ISBN:978-7-5037-8854-3. {{استشهاد ويب}}: الوسيط |تاريخ الوصول بحاجة لـ |مسار= (مساعدة) والوسيط |مسار= غير موجود أو فارع (مساعدة)

1. ↑  عدد سكان هونج كونج حسب التقديرات عام 2018.[2]
2. ↑  بيانات تشونغتشينغ في القائمة هي بيانات "المنطقة الاقتصادية الحضرية المتقدمة"، والتي تتكون من جزأين: "المدينة نفسها" و"المنطقة الحضرية". تتكون "المدينة نفسها" من 9 مناطق: يوزونغ، دادوكو، جيانغبي، شابينغبا، جيولونغبو، نانان، بيبي، يوبي، أونان، لا يبلغ عدد سكانها الحضريون 5,646,300 نسمة اعتبارًا من عام 2018. بوقجين، هيتشوان، يونغ تشوان، نانشوان، تشيتشوان، دازو، بيشان، تونغليانغ، تونغنان، ورونغشانغ، يصل عدد سكانها الحضريون إلى 5,841,700 نسمة.[3] يصل إجمالي عدد المناطق الحضرية في جميع مقاطعات تشونغتشينغ الـ 26 إلى 15،076،600 نسمة.